# 鳌洲码头
鰲洲碼頭，是中國廣州市海珠區珠江沿岸的一個客運渡輪碼頭。位於河南濱江西路，佔地約99.18平方米。

## 歷史及特色
鰲洲碼頭，取名自附近鰲洲大街，建於1965年。2002年，广州市改造沿江碼頭，保留了鰲洲碼頭。